# کلاته بلوچ (سربیشه)
کلاته بلوچ یک روستا در ایران است که در دهستان درح شهرستان سربیشه واقع شده‌است. کلاته بلوچ ۱۲۷ نفر جمعیت دارد.